# Organic Hallucinosis
Organic Hallucinosis è il quarto album della band technical death metal polacca Decapitated, pubblicato il 13 febbraio 2006 dalla Earache Records.
La prima traccia è stata ispirata da un poema di Charles Manson, motivo per il quale la nota è stata omessa dall'inserimento nel booklet.
In Europa è stata pubblicata anche un'edizione limitata con in aggiunta un DVD contenente lo show tenuto il 7 novembre 2005, inoltre ai prime mille che hanno acquistato l'album in un rivenditore indipendente del Regno Unito, è stato dato in omaggio un cd con la registrazione del concerto tenuto all'"Earache Christmas Party" di Nottingham del 20 dicembre 2004.
Si tratta del primo e unico album con il nuovo cantante Adrian "Covan" Kowanek, entrato in sostituzione di Wojciech "Sauron" Wąsowicz.

## Tracce
1. "A Poem About an Old Prison Man" - 04:39
2. "Day 69" - 03:12
3. "Revelation of Existence (The Trip)" - 4:37
4. "Post (?) Organic" - 05:43
5. "Visual Delusion" - 05:53
6. "Flash-B(l)ack" - 03:39
7. "Invisible Control" - 04:46
8. "Nihility (Anti-Human Manifesto)" (Live)*
9. "Spheres of Madness" (Live)*

* Tracce bonus incluse nell'edizione giapponese

### Tracce live in omaggio
1. "The Fury" - 04:15
2. "Three Dimensional Defect" - 04:11
3. "Lying and Weak" - 03:41
4. "Winds of Creation" - 04:32
5. "Nihility" - 04:28
6. "The Negation" - 05:07
7. "Perfect Dehumanization" - 04:43
8. "Sensual Sickness" - 04:10
9. "Spheres of Madness" - 05:02
10. "Mother War" - 04:04

### Tracce DVD edizione speciale
1. "Three Dimensional Defect"
2. "The Fury"
3. "Nihility"
4. "Negation"
5. "Lying and Weak"
6. "Spheres of Madness"
7. "Mother War"

## Formazione
- Adrian Kowanek - voce
- Wacław Kiełtyka - chitarra
- Marcin Rygiel - basso
- Witold Kiełtyka - batteria